# Carbunco sintomático
La pierna negra, morriña negra o gangrena enfisematosa es una enfermedad bacteriana infecciosa de ovejas y ganado, causada por la bacteria Clostridium chauvoei. Se encuentra en todo el mundo. Un síntoma de la pierna negra es la hinchazón característica que hace un ruido de agrietamiento bajo presión. La vacuna pierna negra da inmunidad contra la enfermedad.

## Organismos causantes
Clostridium chauvoei

## Vacunación y prevención
El uso de vacunación clostridial de 7 tipos es la medida preventiva más común realizada contra la pierna negra. Quemar la capa superior del suelo para erradicar las esporas depositadas sobre él es la mejor forma de detener la diseminación de la pierna negra desde ganado enfermo[cita requerida].